# Psychrobatia pedata
Psychrobatia pedata là loài thực vật có hoa trong họ Hoa hồng. Loài này được (Sm.) Greene miêu tả khoa học đầu tiên năm 1906.